# (8935) Beccaria
(8935) Beccaria – planetoida z grupy pasa głównego asteroid okrążająca Słońce w ciągu 3 lat i 121 dni w średniej odległości 2,23 au. Została odkryta 11 stycznia 1997 roku przez Piero Sicoliego i Marco Cavagnę. Przed nadaniem nazwy planetoida nosiła oznaczenie tymczasowe (8935) 1997 AV13.